# Chapelle Sainte-Anne de Valjouffrey
La chapelle Sainte-Anne, est une chapelle datant du XVIIe siècle à Valjouffrey, dans le département de l'Isère. Dédiée à sainte Anne, elle est labellisée Patrimoine en Isère.